# Lednica Górna
Lednica Górna ist eine Ortschaft mit einem Schulzenamt der Gmina Wieliczka im Powiat Wielicki der Woiwodschaft Kleinpolen in Polen.

## Geschichte
Das Dorf Lednica wurde im Jahr 1361 erstmals urkundlich erwähnt. Der Name ist vom urslawischen *ledьnica (Höhle/Grube für Eis) abgeleitet. Ab etwa der Mitte des 15. Jahrhunderts wurden zwei Orte unterschieden: Lednicza Inferior (1459; Lednica Dolna, später wahrscheinlich auch Minor/Parva, etwa Klein Lednica) und Maior Lesznicza (1463; wahrscheinlich das spätere Lednica Górna bzw. Lednicza Superior, auch Magna, etwa Groß Lednica, sowie utraque – Alt?). Lednica Dolna lag im Westen, näher der Stadt Wieliczka, deren Achse entlang der heutigen Straße Mietnikowska war, wurde schon in den Jahren 1381 bis 1389 von der Stadtmagistrat Stück für Stück angekauft, danach mit der Stadt eng wirtschaftlich verbunden und ab dem 16. Jahrhundert schrittweise urbanisiert. Lednica Górna war ein Haufendorf an einem Hügel im Südwesten der Stadt, obwohl wie Lednica Dolna der Pfarrei in Wieliczka gehörte, blieb dagegen bis heute administrativ unabhängig.

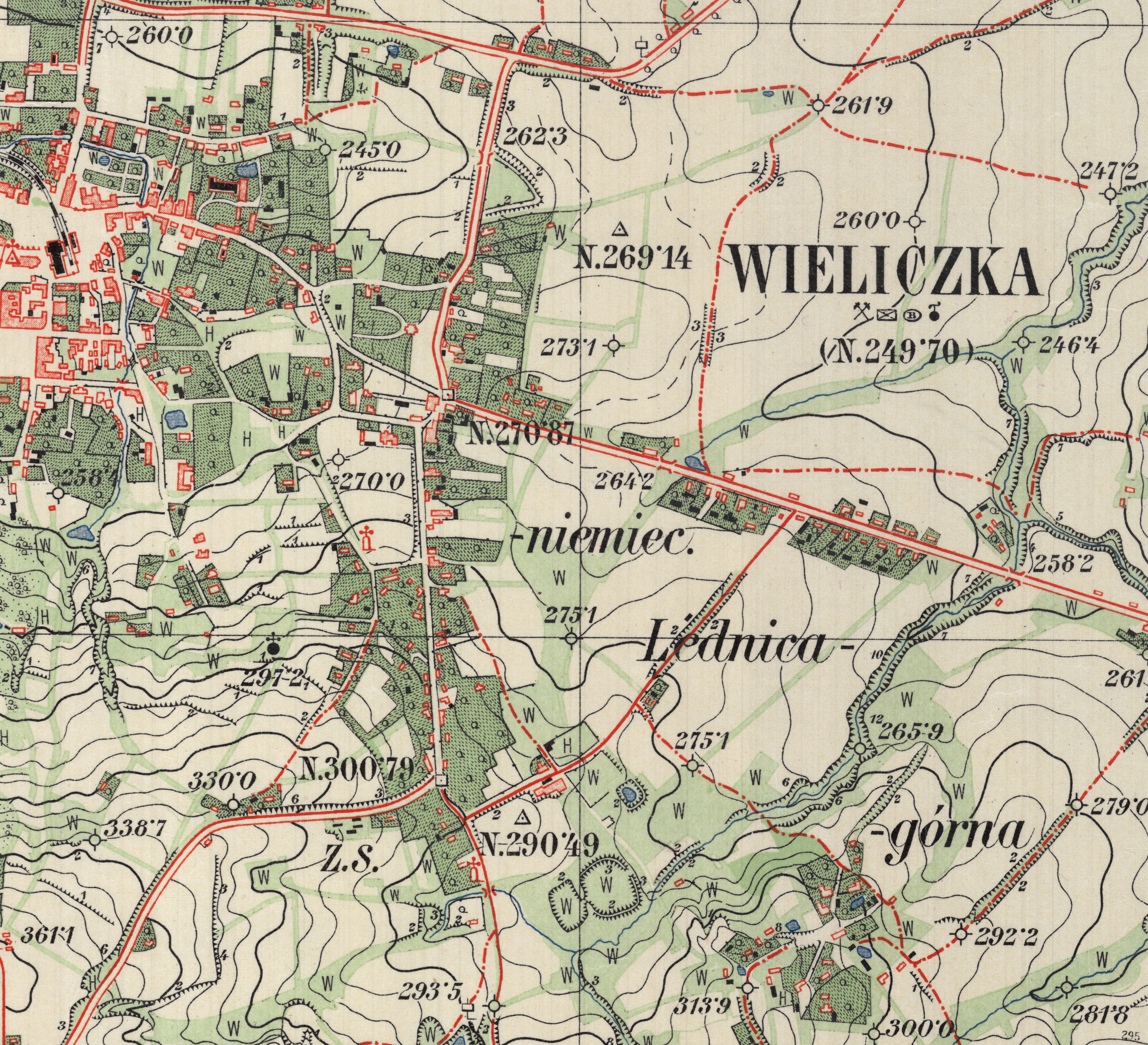
Lednica Górna und Niemiecka auf der österreichischen Karte aus dem Jahr 1900

Politisch gehörte das Königreich Polen (ab 1569 in der Adelsrepublik Polen-Litauen), Woiwodschaft Krakau, Kreis Szczyrzyc. Bei der Ersten Teilung Polens wurde das Dorf 1772 Teil des neuen Königreichs Galizien und Lodomerien des habsburgischen Kaiserreichs (ab 1804). In den Jahren 1784 bis 1785 bauten die Österreicher eine Chaussee von Josefstadt durch Wieliczka nach Gdów, nördlich von Lednica Górna. Am südlichen Ufer des Wegs, auf dem Grund der verstaatlichten Brauerei in Lednica Dolna wurde im Zuge der Josephinischen Kolonisation ein Dutzend deutsch-lutherischen Familien aus Thüringen besiedelt. Die Kolonie wurde später zu einer unabhängigen Gemeinde Lednica Niemiecka bzw. Deutsch Lednitz, wurde aber zunächst mit Lednica Górna zusammengefasst (1779–82: Ober-Lednica sammt Colonien Deutsch Lednica), später machten die drei zusammengewachsenen Dörfer namens Lednica mit der ehemaligen Stadt Mierzączka die östliche Vorstadt von Wieliczka. Die Lutheraner in Lednica gehörten zuerst der evangelischen Gemeinde in Josefstadt (Podgórze) bis 1833, danach zu Neu Gablau, ab 1872 zu Krakau. Eine evangelische Schule wurde im Jahr 1843 eröffnet. Bis zum Ende des 19. Jahrhunderts wurden die Nachkommen der Kolonisten (um 100) völlig polonisiert und im Zweiten Weltkrieg unterschrieben die Deutsche Volksliste nicht, weil sie sich für Polen hielten. Trotz diesem wurden sie nach dem Krieg von örtlichen Katholiken verfolgt.
1918, nach dem Ende des Ersten Weltkriegs und dem Zusammenbruch der k.-u.-k.-Monarchie, wurde Lednica Górna, mit  Ausnahme der Zeit der Besetzung Polens durch die Wehrmacht im Zweiten Weltkrieg, Teil Polens.
1934 wurden Lednica Dolna und Lednica Niemiecka nach Wieliczka eingemeindet.